# Provinz Sevilla
Die Provinz Sevilla (spanisch Provincia de Sevilla) ist eine der acht Provinzen der Autonomen Region Andalusien in Südspanien.

## Geografische Lage
Die Provinz Sevilla grenzt an die Provinzen Málaga, Cádiz, Huelva, Badajoz (Extremadura) und Córdoba. Die Hauptstadt der Provinz ist Sevilla, gleichzeitig ist sie auch die Hauptstadt Andalusiens. In der Stadt Sevilla wohnen 40 % der Einwohner der Provinz.
Sevilla liegt in der Betischen Tiefebene, die von dem Fluss Guadalquivir von Norden nach Südwesten durchquert wird. Dessen Mündung in den Atlantik bildet eine weitläufige Ebene, die von Bergterrassen umgeben ist. Gemeinsam mit der Provinz Huelva teilt sich Sevilla dort den Nationalpark Coto de Doñana.
Weitere größere Flussläufe der Region sind Zuflüsse des Guadalquivir, nämlich der Genil, der Guadaira und der Viar.
Im Norden grenzt die Provinz an eine Reihe von Gebirgszügen, die zur Sierra Morena gehören.

## Verwaltungsgliederung

### Comarcas

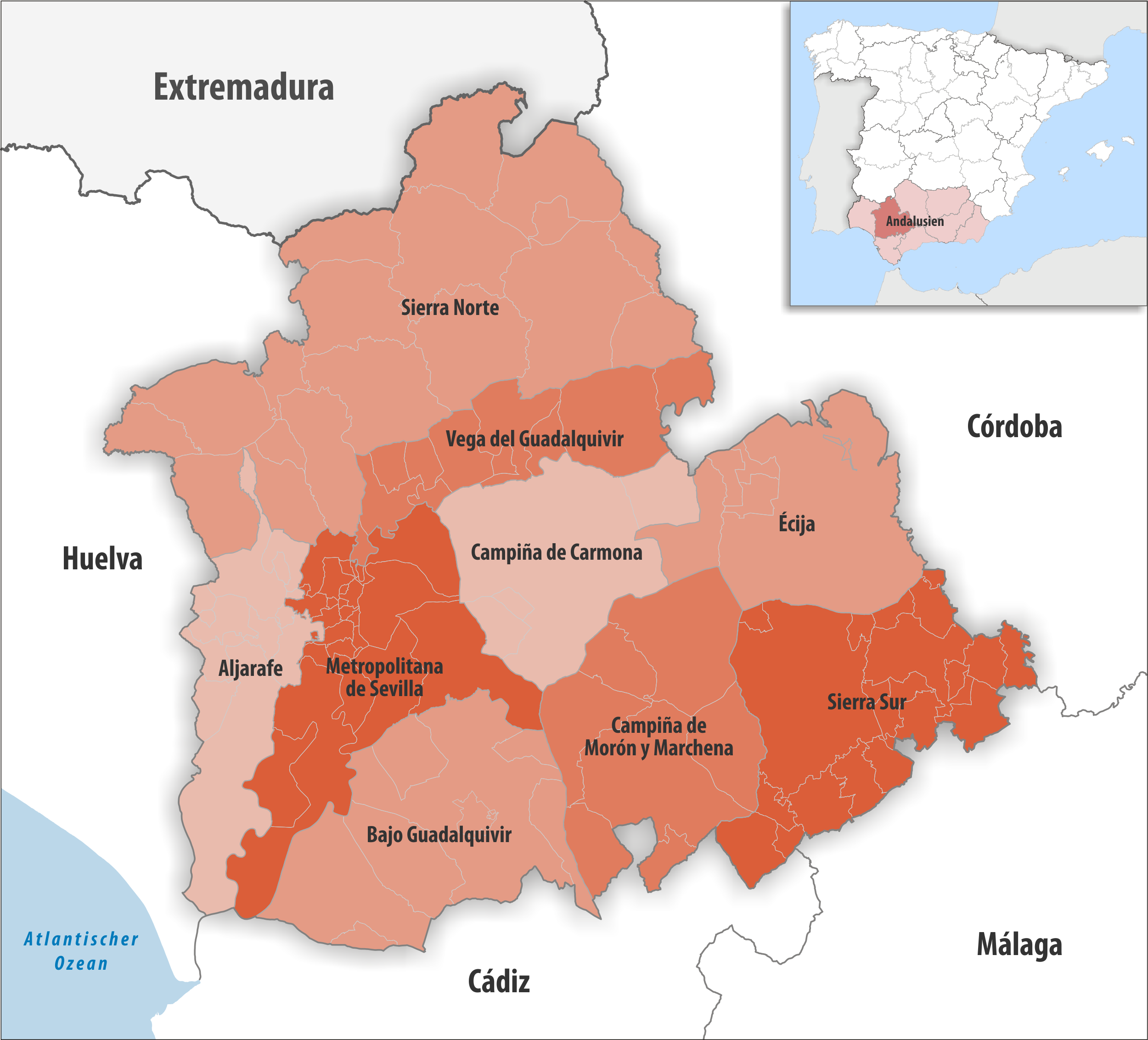
Comarcas in der Provinz Sevilla

| Comarca                     | Gemeinden | Einwohner (2024) | Fläche km² | Dichte Einw./km² | Hauptort             |
| --------------------------- | --------- | ---------------- | ---------- | ---------------- | -------------------- |
| Aljarafe                    | 13        | 92.300           | 936,74     | 99               |                      |
| Bajo Guadalquivir           | 8         | 154.440          | 1.563,46   | 99               | Utrera               |
| Campiña de Carmona          | 4         | 78.551           | 1.139,86   | 69               | Carmona              |
| Campiña de Morón y Marchena | 7         | 91.834           | 1.478,69   | 62               | Morón de la Frontera |
| Écija                       | 4         | 54.783           | 1.197,33   | 46               | Écija                |
| Metropolitana de Sevilla    | 22        | 1.240.977        | 1.484,22   | 836              | Sevilla              |
| Sierra Norte                | 18        | 61.813           | 3.744,99   | 17               | Cazalla de la Sierra |
| Sierra Sur                  | 19        | 85.856           | 1.584,95   | 54               | Pedrera              |
| Vega del Guadalquivir       | 11        | 107.192          | 3.568,57   | 30               | Lora del Río         |
| Provinz Sevilla             | 106       | 1.967.746        | 14.036,11  | 140              | Sevilla              |

## Gerichtsbezirke

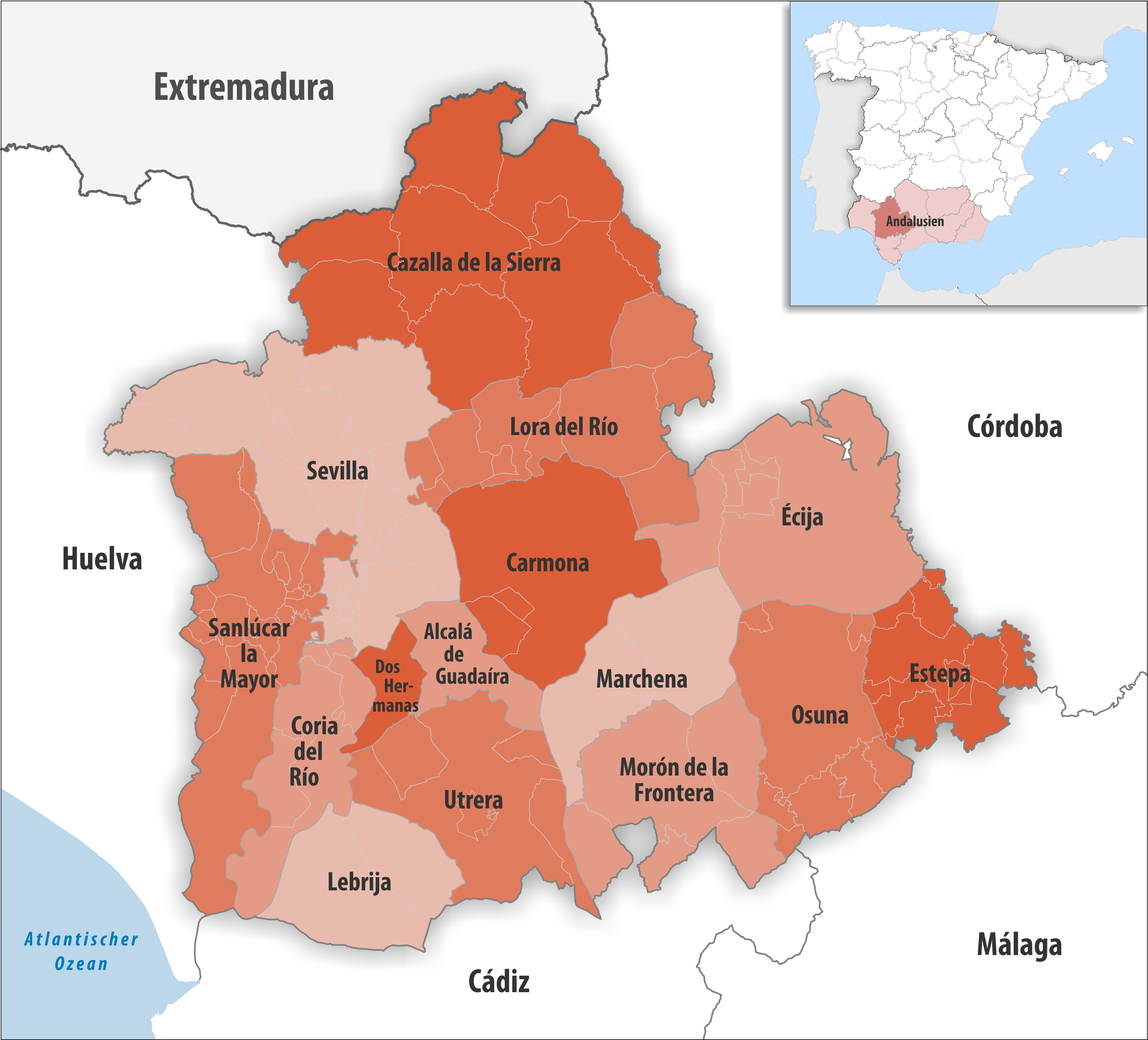
Gerichtsbezirke in der Provinz Sevilla

| Gerichtsbezirk       | Gemeinden | Einwohner (2024) | Fläche km² | Dichte Einw./km² | Hauptquartier        |
| -------------------- | --------- | ---------------- | ---------- | ---------------- | -------------------- |
| Alcalá de Guadaíra   | 1         | 76.922           | 284,61     | 270              | Alcalá de Guadaíra   |
| Carmona              | 3         | 73.419           | 1.013,77   | 72               | Carmona              |
| Cazalla de la Sierra | 9         | 24.546           | 2.229,23   | 11               | Cazalla de la Sierra |
| Coria del Río        | 5         | 64.677           | 578,41     | 112              | Coria del Río        |
| Dos Hermanas         | 1         | 140.430          | 160,52     | 875              | Dos Hermanas         |
| Écija                | 4         | 54.783           | 1.197,33   | 46               | Écija                |
| Estepa               | 10        | 45.753           | 589,03     | 78               | Estepa               |
| Lebrija              | 3         | 52.871           | 635,35     | 83               | Lebrija              |
| Lora del Río         | 10        | 79.008           | 1.043,40   | 76               | Lora del Río         |
| Marchena             | 3         | 45.578           | 688,77     | 66               | Marchena             |
| Morón de la Frontera | 5         | 48.765           | 890,56     | 55               | Morón de la Frontera |
| Osuna                | 8         | 37.594           | 895,28     | 42               | Osuna                |
| Sanlúcar la Mayor    | 16        | 120.441          | 1.215,90   | 99               | Sanlúcar la Mayor    |
| Sevilla              | 23        | 1.004.317        | 1.685,84   | 596              | Sevilla              |
| Utrera               | 5         | 101.569          | 928,11     | 109              | Utrera               |
| Provinz Sevilla      | 106       | 1.967.746        | 14.036,11  | 140              | Sevilla              |

## Größte Orte
Von den 106 Gemeinden der Provinz haben im Jahre 2024 38 jeweils mehr als 10.000 Einwohner.
| Gemeinde                   | Einwohner |
| -------------------------- | --------- |
| Sevilla                    | 687.488   |
| Dos Hermanas               | 140.430   |
| Alcalá de Guadaíra         | 76.922    |
| Utrera                     | 52.173    |
| Mairena de Aljarafe        | 47.898    |
| La Rinconada               | 40.529    |
| Écija                      | 39.500    |
| Los Palacios y Villafranca | 38.757    |
| Coria del Río              | 31.095    |
| Carmona                    | 29.871    |
| Camas                      | 28.705    |
| Lebrija                    | 27.745    |
| Morón de la Frontera       | 27.228    |
| Tomares                    | 25.488    |
| Mairena del Alcor          | 24.238    |
| San Juan de Aznalfarache   | 23.090    |
| Bormujos                   | 22.970    |
| Arahal                     | 19.417    |
| Marchena                   | 19.382    |
| El Viso del Alcor          | 19.310    |
| Lora del Río               | 18.189    |
| Osuna                      | 17.374    |
| Castilleja de la Cuesta    | 17.153    |
| La Algaba                  | 16.666    |
| Espartinas                 | 16.482    |
| Las Cabezas de San Juan    | 16.410    |
| Sanlúcar la Mayor          | 14.375    |
| Pilas                      | 14.105    |
| Guillena                   | 14.064    |
| Gines                      | 13.524    |
| Brenes                     | 12.883    |
| Estepa                     | 12.394    |
| Alcalá del Río             | 12.250    |
| La Puebla del Río          | 11.871    |
| Bollullos de la Mitación   | 11.251    |
| La Puebla de Cazalla       | 10.799    |
| Cantillana                 | 10.728    |
| Gelves                     | 10.473    |

Kleinste Gemeinde ist El Madroño mit 305 Einwohnern.

## Klima
Es herrscht mediterranes Klima, das jedoch durch die Nähe des Atlantischen Ozeans von diesem beeinflusst ist.